# Rugby a 15 nel 1956
Il rugby, nel 1956, vive una stagione caratterizzata da:
- il primo tour della nazionale italiana nel Regno Unito, segno di un interesse da parte dei britannici che nel tempo andrà scemando, secondo alcuni per la fine della minaccia di una diffusione della Rugby League in Italia;
- il lunghissimo tour del Sudafrica in Australia e Nuova Zelanda.

## Attività Internazionale

### Altri test
| Aarschot 11 marzo 1956 | Paesi Bassi | 14 – 12 | Belgio |  |

| Valencia 25 marzo 1956 | Spagna | 3 – 42 | Francia XV | Campo de Vallejo |

| Tolone 25 marzo 1956 | Francia B | 32 – 6 | Germania Ovest |  |

| Amsterdam 6 maggio 1956 | Paesi Bassi | 13 – 3 | Belgio |  |

| Huy 21 maggio 1956 | Belgio | 0 – 16 | Germania Ovest |  |

| Soignies giugno 1956 | Belgio | 3 – 3 | Fiandre |  |

| Varsavia giugno 1956 | Polonia | 3 – 11 | Germania Est |  |

| Nuku'alofa giugno 1956 | Tonga | 24 – 8 | Samoa |  |

| Singapore giugno 1956 | Malaysia | 0 – 6 | Thailandia |  |

| Santiago del Cile 15 agosto 1956 | Cile | 6 – 3 | Uruguay | Prince of Wales CC |

| Arbitro: | W.Gillmore |

|                                                                                     |           |             |
| mete: Boniface Celaya, Domenech Dupuy, Monie Prat trasf.: Meynard 2 c.p.: Meynard 2 | Marcatori | c.p.: 1 (?) |

## La Nazionale italiana
L'Italia vive un anno turbolento nel rugby non a causa della nazionale. Un contestato finale di campionato, con il Petrarca Padova che recrimina per una decisione arbitrale che le fa perdere il campionato. Segue una rissa che funge da pretesto per una crisi federale e la fuga di alcuni giocatori. Prima Annibaldi (dopo il tour in Galles e Inghilterra), poi nel 1957 Toni Danieli ed infine Sartorato si trasferiscono in Inghilterra per giocare da professionisti nel rugby a XIII. Anche alcuni club si staccano dalla F.I.R per fondare una federazione di rugby a XIII, che non verrà però mai riconosciuta dal CONI.
La nazionale malgrado tutto regge bene, per 70' inchioda i francesi sul 3-3 a Padova prima di crollare per la stanchezza. Poi in autunno un tour molto fruttuoso in Galles e Inghilterra
- I test

| Arbitro: | Molia |

|                  |           |                                                                     |
| 35' c.p.: Albers | Marcatori | 20' m. Mancini 29' m. Cantoni 43' c.p. Lanfranchi 65' Drop: Perrini |

| Arbitro: | Cooper |

|               |           |                                                                               |
| 9' m. Cantoni | Marcatori | 8' c.p. Vannier 67' m. Baulon tr. Vannier 70' m. Rogé 77' m. Rogé tr. Vannier |

| Praga 29 aprile 1956 | Cecoslovacchia | 9 – 19                                                                                     | Italia |  |
| \| \| \| \| \| 13' m. Hricka 75' e 78' c.p. Vondraceck \| Marcatori \| 1' m. Pescetto 25' m. Pescetto tr. Lanfranchi 50' m. Pescetto 60' m. Simonelli tr. Perrini \| |                |                                                                                            |        |  |
| |                |                                                                                            |        |  |
| 13' m. Hricka 75' e 78' c.p. Vondraceck | Marcatori      | 1' m. Pescetto 25' m. Pescetto tr. Lanfranchi 50' m. Pescetto 60' m. Simonelli tr. Perrini |        |  |

- Il tour in Inghilterra :

| Swansea 29 settembre 1956 | Swansea RFC | 14 – 5 | Italia XV |  |

| Cardiff 3 ottobre 1956 | Cardiff RFC | 8 – 2 | Italia XV | Arms Park (25.000 spett.) |

| Londra 6 ottobre 1956 | Harlequins | 15 – 14 | Italia XV | The Stoop |

## I Barbarians
Nel 1956 la squadra ad inviti dei Barbarians ha disputato i seguenti incontri:
| Northampton 1º marzo 1956 | East Midlands | 11 – 25 | Barbarians |  |

| Penarth 30 marzo 1956 | Penarth RFC | 3 – 9 | Barbarians |  |

| Cardiff 31 marzo 1956 | Cardiff RFC | 6 – 6 | Barbarians | Arms Park |

| Swansea 2 aprile 1956 | Swansea RFC | 8 – 0 | Barbarians | Saint Helen's |

| Newport 3 aprile 1956 | Newport RFC | 14 – 3 | Barbarians | Rodney Parade |

| Leicester 27 dicembre 1956 | Leicester Tigers | 6 – 23 | Barbarians | Welford Road |

## Campionati nazionali
| Sudafrica            | Currie Cup               | Northern Transvaal |
| Nuovo Galles del Sud | Shute Shield             | Gordon             |
| Argentina            | Camp. di Buenos Aires    | CASI               |
|                      | Argentino                | Provincia          |
| Francia              | Campionato 1955-56       | Lourdes            |
|                      | Challenge Yves du Manoir | Lourdes            |
| Inghilterra          | Campionato delle Contee  | Middlesex          |
| Italia               | Campionato               | Treviso            |
| Romania              | Campionato               | Grivitza Rose      |
| Spagna               | Campionato               | Dinamo Bucarest    |
|                      | Copa del Rey             | Barcellona         |